# Milo (Maine)
Milo – miasto w Stanach Zjednoczonych, w stanie Maine, w hrabstwie Piscataquis.